# Freedom (chanson de Pharrell Williams)
Pour les articles homonymes, voir Freedom.
Singles de Pharrell Williams
Marilyn Monroe
(2014)
Freedom est une chanson de Pharrell Williams, sortie en 2015.

## Historique
Ce titre a été diffusé pour la première fois à la radio le 12 avril 2015, jour d'ouverture de la plateforme de musique à la demande, Apple Music,, et joué par Zane Lowe lors de son émission sur Beats 1 (nom de la station de radio d'Apple Music). Une partie de la chanson a été mise à disposition comme teaser sur la page Twitter de Pharrell Williams et a également été utilisée dans une vidéo promotionnelle pour Apple Music.
Pharrell Williams a interprété cette chanson lors de sa tournée internationale de 2015, notamment en avant-première sur la scène du Festival de Glastonbury, le 27 juin 2015. L'artiste a aussi interprété Freedom lors des MTV Video Music Awards 2015, ainsi que le 25 juin lors du festival Jazz à Vienne.

## Critiques
La critique américaine, Marissa Fitzgerald, qui écrit pour MusicSnake, donne un avis très positif de la chanson, lui attribuant une note de 4/5, et déclare : « Freedom est un titre impressionnant avec une ambiance de bien-être et un message positif. Les paroles sont édifiantes et encouragent de vivre une vie heureuse sans restrictions ou limitations ».

## Classements
| Classements (2013–14)                   | Meilleure position |
| --------------------------------------- | ------------------ |
| Australie (ARIA)                        | 41                 |
| Autriche (Ö3 Austria Top 40)            | 61                 |
| Belgique (Flandre Ultratop 50 Singles)  | 8                  |
| Belgique (Wallonie Ultratop 50 Singles) | 14                 |
| Danemark (Tracklisten)                  | -                  |
| France (SNEP)                           | 13                 |
| Allemagne (Media Control AG)            | 66                 |
| Hongrie (Rádiós Top 40)                 | 14                 |
| Irlande (IRMA)                          | -                  |
| Pays-Bas (Nederlandse Top 40)           | 16                 |

## Dans la culture populaire
La chanson est utilisée dans les films Insaisissables 2 (2016) et Moi, moche et méchant 3 (2017), ainsi que dans un clip de la campagne de vaccination contre la Covid-19 en France.